# 1962 en Lorraine
Chronologie de la Lorraine
- 1958
- 1959
- 1960
- 1961
- 1962
- 1963
- 1964
- 1965
- 1966

Cette page est une liste d'événements qui se sont produits durant l'année 1962 en Lorraine.

## Événements

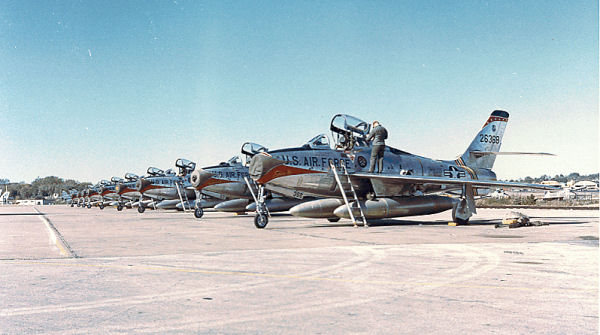
F-84F du 110th Tactical Fighter Squadron à Toul Rosières Air Base pendant la Crise de Berlin en 1961/1962.

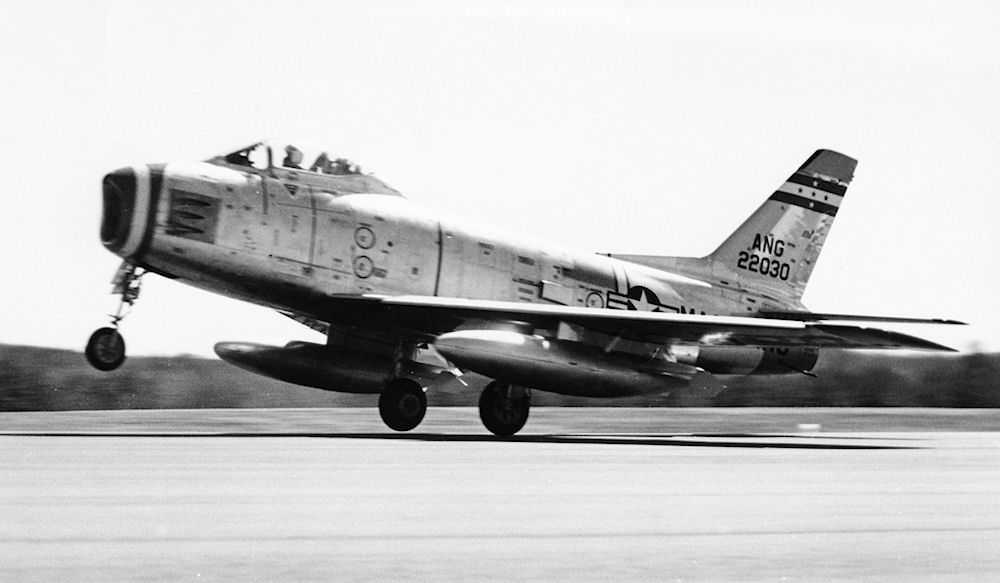
131st Tactical Fighter Squadron – North American F-86H Sabre 52-2030 basé à Phalsbourg-Bourscheid Air Base

- Fermetures, de la Mine de Villerupt de la mine de Rédange et de la Mine de Moulaine[1].
- Mise en route de l'Usine Claas à Woippy[2].
- Henri Oreiller et Claude Marbaque remportent le Rallye de Lorraine sur une Ferrari 250 en catégorie GT[3].  Bernard Consten 	et Jean Vinatier 	imposent leur Jaguar MK2 3.8L. en catégorie Tourisme.

- 13 mai : le FC Nancy s'incline 1 à 0 contre l'Association sportive de Saint-Étienne en finale de la Coupe de France de football 1961-1962 au Stade Yves-du-Manoir de Colombes[4].
- Août 1962 : Noëlle Wolflinger est élue reine de la mirabelle[5]
- 1er octobre : à la suite de la crise de Berlin (édification du mur), le 131st Tactical Fighter Wing est déployé à Toul-Rosières pour devenir le 7 131st Tactical Fighter Wing (Provisional).
- novembre 1962 : sont élus députés de Meurthe-et-Moselle : Pierre Dalainzy : jusqu'en 1967, réélu dans la circonscription de Lunéville, au sein du groupe des Républicains Indépendants; William Jacson, réélu, membre de l' Union pour la nouvelle République ; Hubert Martin, élu dans la 6e circonscription; Pierre Weber, réélu, siégeant au sein du groupe des Républicains Indépendants; Roger Souchal, UNR-UDT; André Picquot, RI; Joseph Nou, UNR-UDT et Louis Dupont, PCF.
- Sont élus députés de la Meuse :  André Beauguitte, siégeant au sein du groupe des Républicains Indépendants; Louis Jacquinot, CNI et René Rousselot, CNI.
- Sont élus députés de la Moselle : Jean Coumaros, dans la 6e circonscription; Jean-Louis Gasparini, député, jusqu'au 2 avril 1967, de la 3e circonscription de la Moselle; Étienne Hinsberger, dans la 7e circonscription de la Moselle; Raymond Mondon (1914-1970); Joseph Schaff, député de la 2e circonscription de la Moselle; Maurice Schnebelen, siège avec les Républicains indépendants et Julien Schvartz, élu dans de la 5e circonscription de la Moselle.
- Sont élus députés des Vosges :  Marcel Hoffer;  Maurice Lemaire;  Christian Poncelet et  Albert Voilquin.

## Naissances

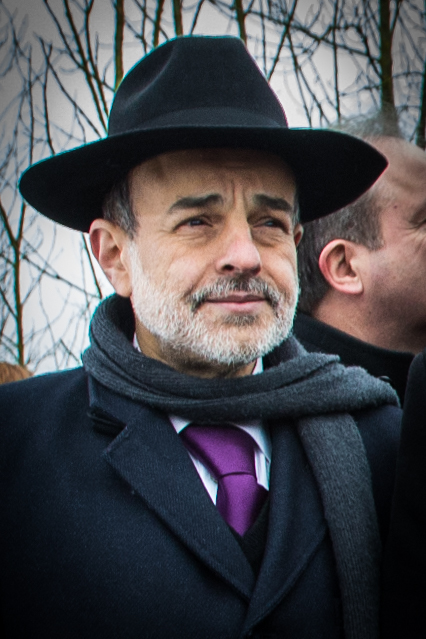
Bruno Fiszon

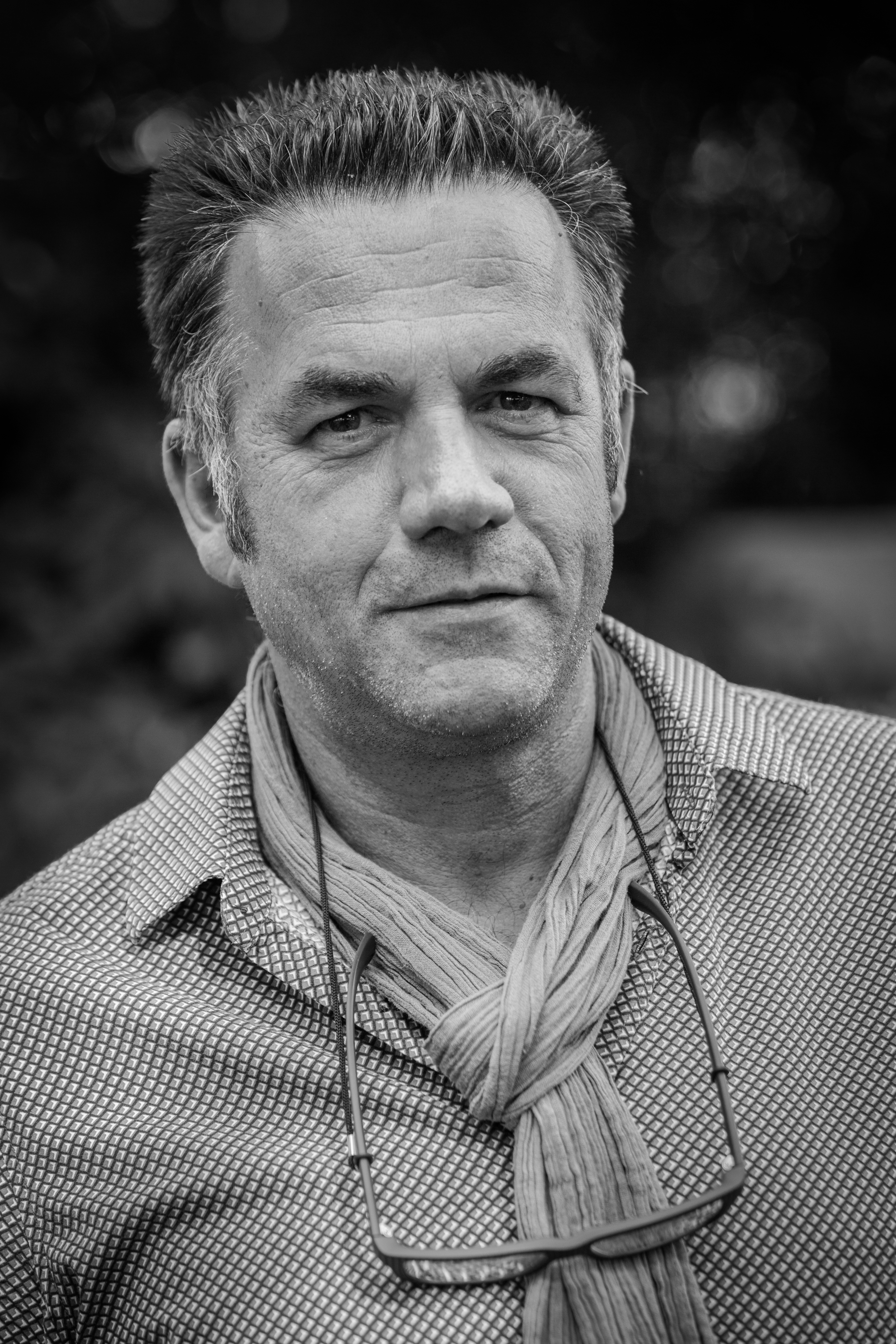
Jean-Paul Didierlaurent.

- Michel Laurent, photographe français, né à Cornimont dans les Vosges en 1962.
- à Metz : Bruno Fiszon, grand-rabbin français. Il fut conseiller auprès du grand-rabbin de France Gilles Bernheim et du président du Consistoire central Joël Mergui pour les problèmes de cacherout et de shehita. À ce titre, il est la principale référence religieuse juive lors de la polémique de 2012 sur l'abattage rituel. Au niveau européen il a participé au projet DIALREL afin de défendre la shehita en Europe [6]. Il pose sa candidature au poste de grand-rabbin de Strasbourg en 2017, pour succéder au grand-rabbin René Gutman[7].
- 18 janvier à Longwy : Richard Bellia, photographe français. Il est spécialisé dans les clichés de musiciens depuis 1980.
- 22 janvier à Verdun : Isabelle Nanty, actrice, réalisatrice, professeure d'art dramatique et metteuse en scène française.
- 2 février à Dombasle-sur-Meurthe : Philippe Claudel, écrivain et réalisateur français.
- 21 février à Thionville : Michel Pirus, dit Pirus, auteur de bande dessinée et illustrateur français.
- 22 février Briey  : Rémi Checchetto, écrivain français, dramaturge et poète.
- 27 février à Forbach : Paul Winterstein dit Hono Winterstein, guitariste de jazz manouche lorrain.
- 2 mars à La Bresse : Jean-Paul Didierlaurent, écrivain français[8].
- 15 mars à Briey (Meurthe-et-Moselle) : Christian Mattiello, footballeur français reconverti entraîneur.
- 2 avril à Forbach : Xavier Boulanger[9], mort le 20 octobre 2020[10] à Strasbourg[11], acteur français.
- 17 mai à Épinal : Bertrand Munier, écrivain français, auteur d'ouvrages sur l'histoire, la vie politique, la cuisine ou le sport en Lorraine.
- 19 mai à Épinal : Christophe Rochotte, journaliste sportif français, mort à Albi le 7 juin 2015[12], spécialisé dans la course à pied, notamment d'ultrafond.
- 16 juin à Nancy : Michel Lallement, sociologue français. Ancien élève de l'École normale supérieure de Cachan, il est spécialiste de sociologie du travail. Depuis 2000, il est professeur titulaire de la chaire d’Analyse sociologique du travail, de l’emploi et des organisations du Conservatoire national des arts et métiers (Paris). Il a présidé l'association "La Clenche" de 2001 à 2012.
- 19 juin à Créhange : Pascal Zilliox, mort le 5 août 2000 à Art-sur-Meurthe, athlète français, spécialiste des courses de fond.
- 14 juillet à Briey : Sylvain Polo, pilote de rallye automobile.
- 18 juillet à Woippy : Marc Morgante, dit Marco Morgante, footballeur professionnel français qui occupait le poste de milieu offensif[13]. International français junior et militaire, il débute en 2002 une carrière d'entraîneur au Luxembourg.
- 19 août à Ottange : Didier Casini, footballeur français. Il évolue comme arrière droit du début des années 1980 au début des années 1990.
- 21 août à Charmes (Vosges) : Hervé Genet, footballeur français devenu entraîneur.
- 28 septembre à Créhange : Jean-Yves Masson, écrivain, traducteur, éditeur, critique littéraire et professeur français.
- 20 octobre à Épinal : François Vannson, homme politique français.
- 25 novembre à Darney : Xavier Breton, homme politique français.
- 16 décembre à Nancy : Éric Mension-Rigau, historien et biographe français, spécialiste de l'histoire des élites[14]. Il est professeur d'histoire sociale et culturelle à l'université Paris-Sorbonne (Paris IV).
- 28 décembre à Villerupt (Meurthe-et-Moselle) : Corinne Marchal-Tarnus, femme politique française.

## Décès
- 7 avril à Darney : André Barbier, né le 3 mars 1885 à Darney , est un homme politique français.

- 25 octobre à l'Hôpital : Jean Labach né le (24 octobre 1872 à l'Hôpital, homme politique français de la IIIe République. Il fut député député de la Moselle de 1928 à 1932[15].